# Domenico Cifani
Domenico Cifani (L'Aquila, 1886 – L'Aquila, 1946) è stato un pittore e incisore italiano.

## Biografia
Nato all'Aquila nel 1886, studiò tra il 1900 e il 1904 nella Scuola d'arti e mestieri della città con Teofilo Patini; si trasferì quindi a Milano, dove frequentò l'Accademia di belle arti di Brera tra il 1905 e il 1909 sotto Cesare Tallone. Rimase nel capoluogo lombardo fino al 1912, tornando poi all'Aquila. Nel 1924 fondò la Famiglia Artistica Aquilana, che però con l'avvento del fascismo fu sciolta a favore delle organizzazioni corporative del regime, che proprio sotto la direzione di Cifani si radicarono nel capoluogo abruzzese. Cifani assunse quindi diversi incarichi governativi nella pianificazione artistica e urbanistica fascista e morì nella sua città natale nel 1946.